# Szkoła czołgów angielskich w Jekaterynodarze
Szkoła czołgów angielskich w Jekaterynodarze (ros. Школа английских танков в Екатеринодаре) – ośrodek szkoleniowy wojsk pancernych Białych podczas wojny domowej w Rosji.
22 marca 1919 r. do Noworosyjska na parowcu „Swjatoj Michaił” zostały przetransportowane pierwsze brytyjskie czołgi przeznaczone dla wojsk Białych gen. Antona I. Denikina. Było to 6 czołgów Mk V i 6 Mark A „Whippet”. Razem z nimi przybyło też 29 instruktorów wojsk pancernych brytyjskiej armii na czele z mjr. E. Bruce'em. Pod koniec kwietnia 1919 r. przeniesiono ich do Jekaterynodaru, gdzie w budynkach zakładów „Sałomas” powstała szkoła czołgów angielskich. Podlegała ona Brytyjskiej Misji Wojskowej gen. Herberta Campbella Holmana. Kurs szkoleniowy w szkole trwał 4 tygodnie. Wykorzystywano do ćwiczeń 9 czołgów Mark V i 2 Mark A. Od czerwca do grudnia tego roku wyszkolono ok. 200 rosyjskich oficerów-pancerniaków. Utworzyli oni kadry pierwszych pancernych oddziałów wojsk gen. A. I. Denikina.